# Флаг Японии
Флаг Японии (яп. 日章旗 ниссё:ки, «солнечный флаг»), на родине его также называют хиномару (яп. 日の丸 , «солнечный круг»), представляет собой белое полотно с большим красным кругом в середине, олицетворяющим восходящее солнце. Согласно легенде, традиция этого флага берёт начало в XIII веке, со времени монгольского вторжения в Японию. Флаг был предложен японскому императору, считающемуся потомком богини Солнца, буддийскими монахами.
Флаг начал рассматриваться как государственный в эпоху национальной реставрации после 1868 года.
Флаг имеет соотношение сторон 2:3 и является государственным и гражданским флагом Японии, а также государственным и гражданским вымпелом (знаком).

## История

### До 1900 года
Происхождение флага досконально не известно, но считается, что восходящее солнце считалось в стране одним из государственных символов начиная ещё с VII века. Так, в 607 году переписка императора Японии с тогдашним императором Китая Суй Ян-ди начиналась фразой «от императора Страны восходящего Солнца». Это название Японии сохранилось до сих пор и является самым известным из прозвищ страны. Далее, в знаменитой повести XII века «О доме Тайра» можно найти упоминание о том, что многие самураи изображали восходящее солнце на своих веерах. Также известна следующая легенда о появлении флага: флаг был вручён сёгуну буддийским монахом Нитирэном как знамя борьбы против монгольского нашествия в XIII веке. Наконец, данный флаг является частью символики японского императорского дома, так как, по другой легенде, он восходит ещё к богине Аматэрасу, которая считается основательницей императорского рода в стране.
Один из старейших экземпляров хиномару находится в крепости Умпо-Дзи в префектуре Яманаси. Согласно легенде, оно было даровано императором Го-Рёдзэем лидеру клана Минамото — Минамото-но Ёсимицу. Считается, что этот флаг уже более 1000 лет хранится как реликвия клана Такэда, подтверждено, что данная реликвия однозначно старше XVI века.
Сами флаги в современном понимании появились в Японии приблизительно во время периода Сэнгоку в XVI веке. Каждый даймё имел свой флаг, и использовались они преимущественно в бою. Традиционно это были так называемые камоны — прямоугольные флаги с фамильными гербами кланов, хотя бывало, что отцы, сыновья или просто близкие родственники могли участвовать в бою под разными флагами. Традиционно они носились за плечами самураев.
Начиная с 1854 года, во времена правления Сёгуната Токугава, хиномару появляется на японских судах с целью идентификации. До того на судах, торговавших с Россией и США использовались различные виды хиномару. В 1870 году Хиномару становится официальным флагом торгового флота страны и первым национальным флагом Японского государства, оставшись таковым до 1885 года.
Хотя японцам было малопонятно такое явление как «национальная символика», правительству Мэйдзи пришлось её использовать для общения с иностранными государствами. Это стало важным уже во время известной высадки коммодора Мэтью Пэрри в гавани Иокогамы. Вместе с Хиномару в качестве национальной символики также стали использоваться гимн Кимигаё и императорская печать. В 1885 году все законы, которые не были опубликованы в государственном вестнике, были отменены, что де-юре отменило использование хиномару как национального флага, хотя он и продолжал считаться им де-факто, так как во время реставрации других законов принято не было.

### Ранние конфликты на Тихом океане
С попытками японского правительства расширить империю возросло и использование флага в качестве национального символа. Он поднимался как главный флаг страны на всех торжествах по поводу победы страны в первой китайско-японской и русско-японской войнах. Появился он и в пропаганде; так, в одном из фильмов 1934 года все европейские флаги изображались несовершенными либо просто дефективными по сравнению с «идеальным» в любом отношении японским. Три года спустя группа девушек из Хиросимы в знак поддержки японских солдат, воевавших тогда с Китаем, приготовили бэнто, стилизованное под хиномару. Оно получило название Хиномару бэнто  (яп. 日の丸弁当 хиномару бэнто:) и пользовалось широкой популярностью среди солдат примерно до 1940-х годов.
После победы Японии в китайско-японской войне хиномару был в руках всех пришедших на празднование. Использовался тогда этот флаг и в оформлении учебников, часто с патриотическими лозунгами о преданности императору или стране. Таким образом, патриотизм культивировался, считаясь добродетелью и у детей. Выражение патриотизма, в том числе демонстрация преданности императору и флагу страны, было частью образа «настоящего японца».
В 1930-1940-х годах флаг использовался в целях идеологического воспитания в оккупированных Японией землях; так, школьники должны были петь гимн при ежедневном поднятии флага. В то же время исконные флаги этих земель стали «региональными», так произошло на Филиппинах, в Индонезии и Маньчжоу-го.
Постепенно хиномару стало олицетворять собой «солнце, восходящее для того, чтобы осветить всю темноту мира», в то же время он стал главным символом японского милитаризма на Западе.

## Военные и морские флаги Японии
Кёкудзицу-ки — на флаге изображено солнце с 16 лучами. Имеются несколько отличающиеся друг от друга варианты этого флага для флота, сухопутных сил и др.